# Zijpe Molen D
Molen D is een in 1840 gebouwde poldermolen in de Nederlandse plaats Schagerbrug, die een afgebrande voorganger op dezelfde plaats verving. Molen D bemaalde afdeling D van de Zijpe- en Hazepolder. De molen is een rietgedekte achtkantige molen van het type grondzeiler met een oud-Hollands wiekenkruis. De molen is, zoals meer Noord-Hollandse poldermolens, een binnenkruier. Molen D is voorzien van een Vlaamse vang. De molen heeft tot 1950 de polder bemalen. In dat jaar werd de bemaling overgenomen door een elektrisch gemaal van afdeling E. Hierna volgde een periode van stilstand, waarbij de molen enige malen van eigenaar wisselde. Molen D is in 1989 weer maalvaardig gemaakt.
De molen is sinds 1999 eigendom van het Stichting de Zijper Molens  en is niet te bezoeken.
Zijpe Molen D ·
Molen F ·
Molen L-Q ·
Molen N-G ·
Molen N-M ·
Molen O-N ·
Molen O-T ·
Molen P ·
Molen P-V ·
Molen Zuider-G

Stichting Zijpermolens